# باتسادا
باتسادا (به لاتین: Batsada) یک منطقهٔ مسکونی در روسیه است که در داغستان واقع شده‌است.